# Чинсали
Чинсали (англ. Chinsali) — город на северо-востоке Замбии, административный центр провинции Мучинга.

## География
Город расположен к примерно в 180 км к северо-востоку от города Мпика в горах Мучинга, на высоте около 1300 м над уровнем моря.

## Население
По данным на 2013 год численность населения составляет 18 288 человек.
Динамика численности населения города по годам:
| 1990 | 2000   | 2013   |
| ---- | ------ | ------ |
| 7509 | 11 507 | 18 288 |

## Известные уроженцы и жители
- Саймон Капвепве (англ. Simon Kapwepwe) (1922–1980) — второй вице-президент Замбии с 1967 по 1970.